# Нурок, Мордехай
Мордехай Нурок (ивр. מרדכי נורוק‎; род. 7 ноября 1879 год, Туккум, Курляндия, Российская империя — 8 ноября 1962, Тель-Авив, Израиль) — латвийский и израильский политик, еврейский религиозный и общественный деятель.

## Биография
В 1913 — 1915 годы был раввином Митавы (ныне Елгава в Латвии). С 1915 года был заместителем главы Хозяйственного правления для еврейских молитвенных учреждений в Москве. Один из лидеров религиозно-сионистской партии «Мизрахи». В 1921 году вернулся в Латвию, где начиная с 1922 года непрерывно избирался депутатом Сейма (латвийского парламента) от партии религиозных сионистов (до роспуска Сейма в 1934 году). В 1926 году блок национальных меньшинств в Сейме, во главе с Нуроком, добился падения правительства, и Нуроку был предложен пост премьер-министра, однако он предпочёл уступить его представителю левоцентристской коалиции. Также был депутатом Рижской думы созыва 1928 года
В 1941 году, вскоре после аннексии Латвии Советским Союзом, произошедшей в августе 1940 года, был арестован НКВД. Провёл в заключении 14 месяцев и был освобождён. Его жена Двора вместе с их сыновьями Элияху и Цви-Барухом была убита в Латвии во время немецкой оккупации.
В 1945 году эмигрировал в Швецию. С 1947 года жил в Израиле. С 1949 года и до своей смерти в 1962 году избирался депутататом Кнессета (израильского парламента).
3 ноября 1952 года был назначен министром почты Израиля, пробыв на этом посту до 24 декабря 1952 года (в более поздние годы Министерство почты было преобразовано в Министерство связи). 8 декабря баллотировался также на пост президента Израиля, освободившийся ввиду смерти Хаима Вейцмана, но в третьем туре парламентского голосования проиграл Ицхаку Бен-Цви (40 голосов против 62).

## Память о Мордехае Нуроке
Именем Мордехая Нурока названы улицы в Иерусалиме, Нетании, Бней-Браке, Герцлии, Ашкелоне и Ришон-ле-Ционе. В 1967 году в иерусалимскоим издательстве Учреждения раввина Кука была издана книга, посвящённая памяти М. Нурока.